# Ranma ½: Super Battle
Ranma ½: Super Battle (らんま1/2 超技乱舞篇?, Ranma ½: Chougi Rambuhen) è un videogioco picchiaduro in 2D pubblicato per Super Nintendo nel 1994. È basato sui personaggi dell'anime e manga Ranma ½, creati da Rumiko Takahashi. 

## Personaggi
- Ranma Saotome (maschio)
- Ranma Saotome (femmina)
- Ryoga Hibiki
- Mousse
- Shampoo
- Ukyo Kuonji
- Akane Tendo
- Mariko Konjou
- Genma Saotome
- Tatewaki Kuno
- Kodachi Kuno
- Hinako Ninomiya (bambina)
- Hinako Ninomiya (adulta)
- Herb